# Deinopa barbipes
Deinopa barbipes là một loài bướm đêm trong họ Erebidae.